# CBBC
CBBC — британский общественный детский телеканал бесплатного вещания, принадлежащий и управляемый Британской вещательной корпорацией, а также бренд, используемый для всего контента Би-би-си для детей в возрасте 6-12 лет. Его дочерний канал, CBeebies, ориентирован на детей младшего возраста в возрасте до 6 лет. Он вещает каждый день с 7 утра до 7 вечера, разделяя время с развлекательным каналом BBC Three.

## История
Запущенный 11 февраля 2002 года вместе со своим родственным каналом CBeebies, это название ранее использовалось для обозначения всего контента на BBC One и BBC Two, ориентированного на детей. CBBC был назван каналом года на детской премии BAFTA Awards в 2008, 2012 и 2015 годах. Канал набирает в среднем 300 000 просмотров в день.
Первоначально канал делил свою частоту с BBC Choice, а позже и с BBC Three, что означало, что CBBC необходимо было завершать свое вещание каждый вечер в 19 часов. 22 августа 2008 года было объявлено, что прямой эфир канала будет доступен на его веб-сайте с 16 сентября. Охват CBBC еще больше расширился с добавлением канала в пакет оператора Sky в Ирландии 12 мая 2011 года. Служба вещания британских вооруженных сил предоставляет зрителям CBBC и CBeebies с 1 апреля 2013 года.
2 марта 2021 года, в преддверии перезапуска BBC Three в качестве вещательного канала, было объявлено, что часы вещания CBBC будут сокращены на два часа до 7 часов вечера, как это было до перезапуска в 2016 году.
26 мая 2022 года Би-би-си объявила о планах прекращения вещания CBBC и BBC Four в качестве линейных телевизионных каналов в 2025 году в рамках сокращений и других изменений, направленных на создание Би-би-си как "в первую очередь цифровой" компании. Согласно плану, контент CBBC будет выходить только в сервисе iPlayer, как это делала BBC Three до перезапуска в 2022 году.